# USET-80
Der USET-80 (russisch УСЭТ-80) ist ein 533-mm-Torpedo der auf Unterseebooten der russischen Marine eingesetzt wird.
Die Waffe wurde erstmals 1980 bei der sowjetischen Marine in Dienst gestellt und kann zum Angriff auf Überwasserschiffe und U-Boote benutzt werden.

## Aufbau
Der zylindrische Körper der 7,9 Meter langen Waffe hat einen Durchmesser von 533 mm und wird über einen Propeller angetrieben, der sie bis auf 48 Knoten beschleunigen kann. Als Energiequelle dient ein Silber-Zink-Akkumulator, der genug Energie liefert, um den 2 Tonnen schweren Torpedo in Tiefen von bis zu 1.000 Metern auf Strecken von bis zu 18.000 Meter Länge anzutreiben. Im vorderen Teil des Torpedokörpers befinden sich die Sensoren zur Zielsuche, ihnen folgen der mit 200 bis 300 kg Sprengstoff gefüllte Sprengkopf, die Antriebssysteme und schließlich die Steuerruder.

## Funktionsweise
Der Torpedo wird in ein 533 mm-Torpedorohr geladen, das kurz vor dem Abschuss mit Seewasser gefüllt wird. Das Seewasser aktiviert den Silber-Zink-Akkumulator im Torpedo.
Nach dem Abschuss sucht der Torpedo sein Ziel durch aktive oder passive Suche mit seinem eingebauten Sonar. Alternativ verfolgt er Ziele über die Kielwassersuche, bei der er den von Schiffen oder U-Booten erzeugten Verwirbelungen in deren Kielwasser folgt.